# Amagermotorvejen
Amagermotorvejen er en motorvej Sjælland /Amager mellem Motorvejskryds Avedøre og Øresundsmotorvejen og er en del af E20.
Første etape af Amagermotorvejen åbnede i 1987 sammen med delstrækningerne af Køge Bugt Motorvejen, Ring 3-Gl. Køge Landevej og Motorring 3, Holbækmotorvejen-Gl. Køge Landevej. I 1997 blev Øresundsmotorvejen tilsluttet via et trekantanlæg på Kalvebod Fælled vest for Ørestaden.
I 2011 havde Amagermotorvejen en hverdagsdøgntrafik på over 100.000 køretøjer, som steg til 116.300 i 2019. Dermed er den en af landets mest trafikerede motorveje.

## Historie
| Motorvejsetaper  | Motorvejsetaper | Motorvejsetaper   | Motorvejsetaper | Motorvejsetaper | Motorvejsetaper | Motorvejsetaper | Motorvejsetaper |
| Fra              | Frakørsel       | Til               | Frakørsel       | Vejbaner        | Kilometer       | Åbningsår       | Bemærkninger    |
| ---------------- | --------------- | ----------------- | --------------- | --------------- | --------------- | --------------- | --------------- |
| Avedøre Havnevej | 21              | Gl. Køge Landevej | 22              | 4               |                 | 1983            |                 |
| Sjællandsbroen   |                 | Avedøre Holme     | 21              | 4               |                 | 1987            |                 |
| Sjællandsbroen   |                 | Gl. Køge Landevej | 22              | 4→6             |                 | 1994            |                 |